# 小平祐
小平 祐（こだいら たすく、1924年12月19日 - 2017年11月26日）は、日本の実業家。旭電化工業（現・ADEKA）常務取締役、日本農薬代表取締役社長を務めた。

## 略歴
長野県諏訪市出身。長野県諏訪中学校（現・長野県諏訪清陵高等学校・附属中学校）を経て、東京大学経済学部卒業。旭電化工業（現・ADEKA）常務取締役を経て、1983年日本農薬代表取締役社長。同社代表取締役会長。農薬工業会会長を務めた。

## テレビ出演
- 『藤原弘達のグリーン放談』（テレビ東京、1990年10月14日）